# 川浦博昭
川浦 博昭（かわうら ひろあき、1975年11月13日 - ）は、日本の元男子バレーボール選手。

## 来歴
群馬県高崎市出身。箕郷中学1年生からバレーボールを始める。
1994年、全日本ジュニア代表に選出。1997年及び1999年、ユニバーシアード代表として同大会に出場した。
全日本代表としては、1999年ワールドカップ、2002年世界選手権のほか、ワールドリーグに5大会、アジア選手権に3大会出場した。
2002年に、所属していた富士フイルム・プラネッツが廃部となり、移籍先がなかなか見つからず、一度は引退を覚悟したという。しかし、豊田合成トレフェルサに入団し、9年間プレーを続けた。Vプレミアリーグ2006-2007シーズンではスパイク賞・ベスト6を受賞した。2011年5月、黒鷲旗大会終了後に引退。引退後はチームスタッフに就任。2012年から総務、2014年から2016年まで事務局長を務めた。

## 球歴
- 全日本代表 - 1999年、2001-2004年、2007年
- 全日本代表としての主な国際大会出場歴
  - 世界選手権 - 2002年
  - ワールドカップ - 1999年

## 受賞歴
- 1998年 - 第5回Vリーグ 新人賞
- 2007年 - 06/07V・プレミアリーグ スパイク賞・ベスト6

## 所属チーム
- 高崎北高校
- 筑波大学
- 富士フイルム・プラネッツ
- 豊田合成トレフェルサ（2002-2011年）